# Mavrochóri (Kastoriá)
Mavrochóri, en grec moderne : Μαυροχώρι, est un village du dème de Kastoriá, district régional de Kastoriá, en Macédoine-Occidentale, Grèce.
Selon le recensement de 2011, la population du village compte 1 287 habitants.